# Blémerey (Vosgi)
Blémerey è un comune francese di 16 abitanti situato nel dipartimento dei Vosgi nella regione del Grand Est.

## Società

### Evoluzione demografica
Abitanti censiti